# 胡鳴岡
胡鳴岡（16世紀—17世紀），字季鳳，號嶰谷，南直隸徽州府績溪縣人，明朝、南明政治人物。

## 生平
胡鳴岡是天啟元年（1621年）辛酉科應天鄉試舉人，崇禎十年（1637年）授枝江知縣，當時枝江被流寇入侵多欠稅，他力請上級寬免，又用計捕藪盜，改建黌宮教育士子，十五年（1642年）流賊攻陷荊州，派人送信游說投降，他卻焚燒書信、把使者囚禁，到弘光年間出巡江上，遭賊人劫走，城陷不知所終，惟《績溪縣志》則指他回鄉後杜門編注《易經》。

## 引用
1. 1 2  嘉慶《績溪縣志·卷十·人物志》：胡鳴岡 字季鳳，號嶰谷，□□人，博學善文，天啟辛酉魁南闈，知湖廣枝江，縣□向被寇多積逋，力請當道蠲之，又富室藪盜捕置之法，改黌宮課諸士，蒞任六載廉能茂著，家居後杜門注《易》。
2. ↑  同治《枝江縣志·卷十一·職官志 上》：胡鳴岡，江南績谿縣舉人，崇禎十年任，十五年冬流賊陷荊州，使人以書說降，鳴岡焚其書，囚使於獄 府志入名宦。
3. ↑  光緒《荊州府志·卷三十九·職官志十一》：胡鳴岡，績溪人，崇禎十年知枝江有賢聲，十五年冬流賊陷荊州，遣人以書說降，鳴岡焚其書囚使於獄，後出巡至江上賊刼之不屈，城陷不知所終。
4. ↑  錢海岳《南明史·卷三十五·列傳第十一》：（弘光）時湖北疆吏：……胡鳴岡，字季鳳，績溪人。天啟元年舉於鄉。枝江知縣。寇招，火其書不視，出巡被執，不知所終。